# Windigsteig
Windigsteig osztrák mezőváros Alsó-Ausztria Waidhofen an der Thaya-i járásában. 2018 januárjában 945 lakosa volt.

## Elhelyezkedése

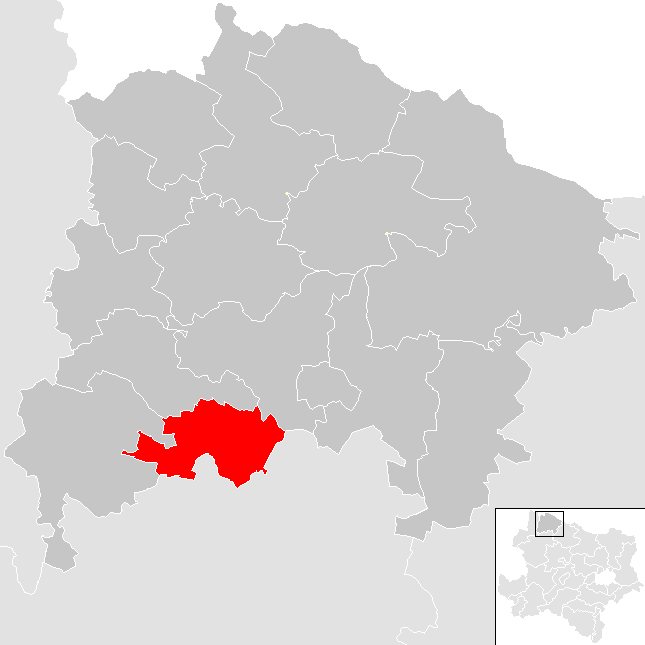
Windigsteig a Waidhofen an der Thaya-i járásban

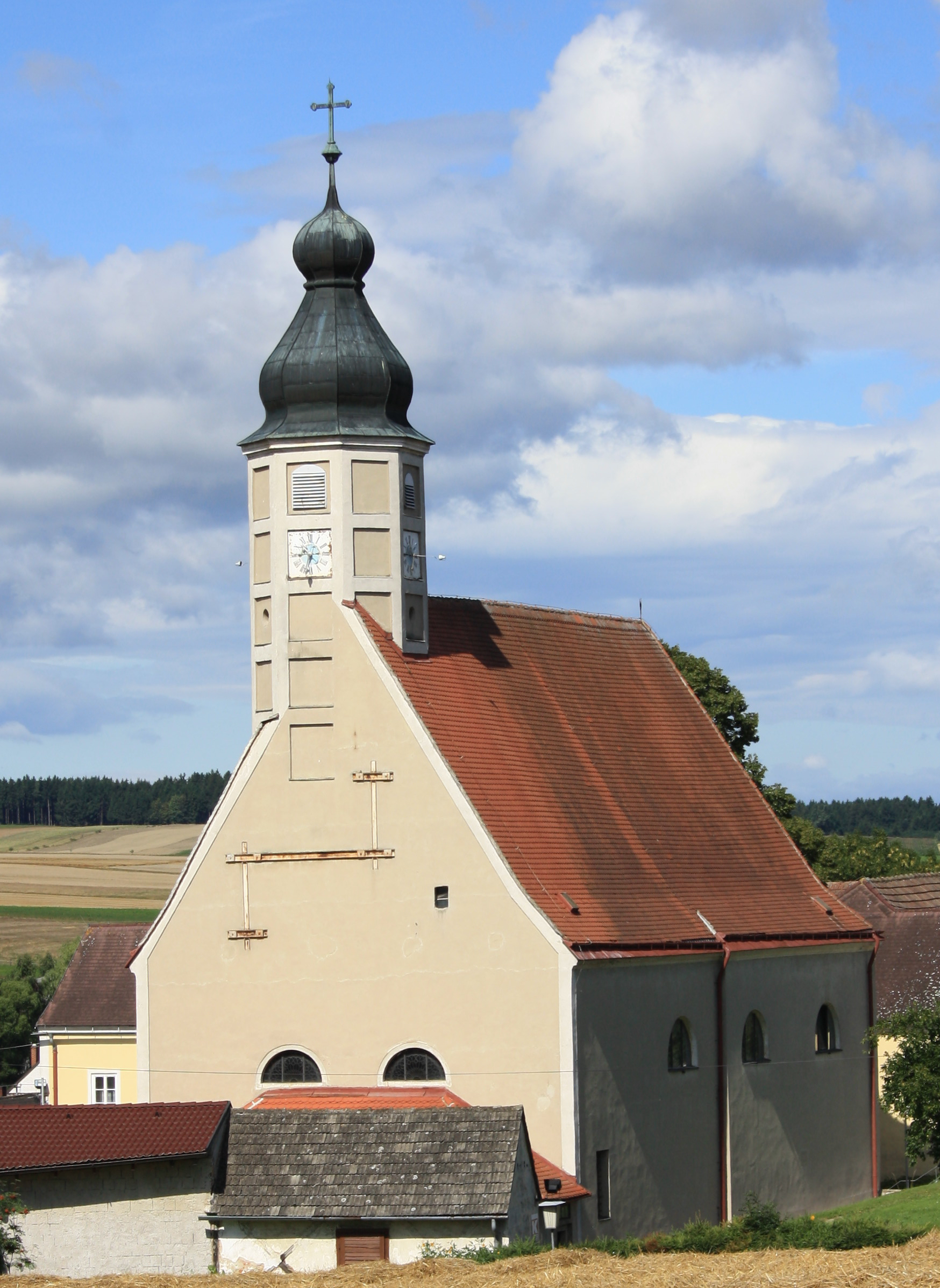
A Szt. Lőrinc-plébániatemplom

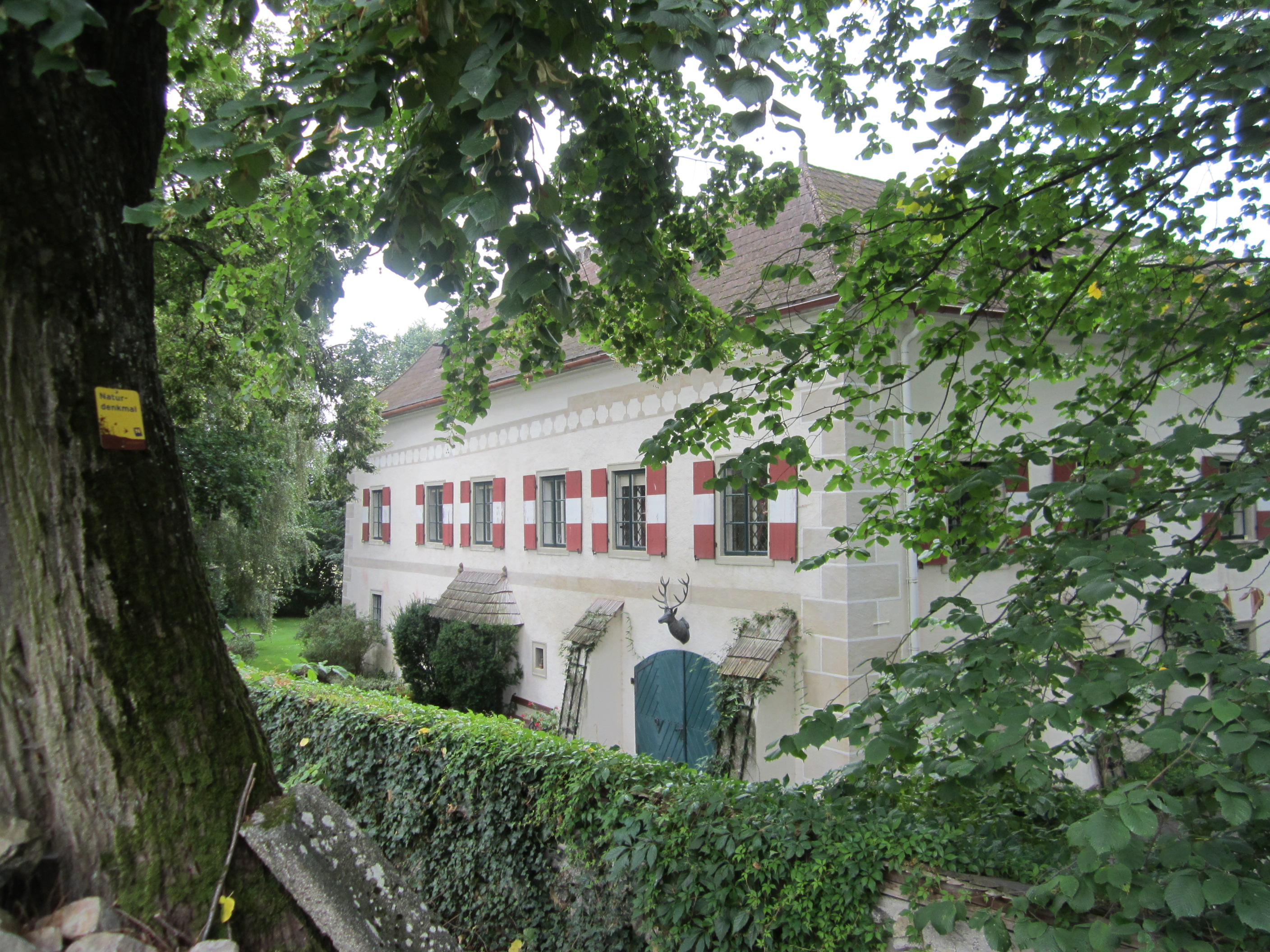
A grünaui kastély

Windigsteig Alsó-Ausztria Erdőnegyedének (Waldviertel) északi részén fekszik a Thaya folyó mentén. Egyéb fontosabb folyóvize a Thauaubach, amely itt torkollik a Thayába. Területének 21,6%-a erdő. Az önkormányzat 13 településrészt és falut egyesít: Edengans (17 lakos 2018-ban), Grünau (25), Kleinreichenbach (83), Kottschallings (68), Lichtenberg (58), Markl (98), Matzlesschlag (46), Meires (56), Rafings (81), Rafingsberg (17), Waldberg (52), Willings (42) és Windigsteig (302). A kataszteri közösségek Edengans, Grünau, Kleinreichenbach, Kottschallings, Lichtenberg, Markl, Matzlesschlag, Meires, Rafings, Waldberg, Willings és Windigsteig.
A környező önkormányzatok: nyugatra Vitis, északra Waidhofen an der Thaya-Land, északkeletre Waidhofen an der Thaya, keletre Göpfritz an der Wild, délre Schwarzenau.

## Története
Windigsteig első említése 1281-ből származik, bár egyes részei már korábban is szerepelnek az oklevelekben: Matzlesschlag 1150-ben vagy Meires 1232-ben. 1377-ben már mezővárosként hivatkoznak rá. A 15-18. században Rafingsberg Szűz Mária-kápolnája zarándokhely volt. Maria Leopoldina von Polheim grófnő 1736-ban ispotályt és kápolnát építtetett Marklban. Az első világháborúban marklban internálótábor működött, ahol a Monarchiával ellenséges országok polgárait különítették el.

## Lakosság
A windigsteigi önkormányzat területén 2018 januárjában 945 fő élt. A lakosságszám 1951 óta (akkor 1555 fő) csökkenő tendenciát mutat. 2016-ban a helybeliek 98,9%-a volt osztrák állampolgár; a külföldiek közül 0,2% a régi (2004 előtti), 0,8% az új EU-tagállamokból érkezett. 2001-ben a lakosok 95,3%-a római katolikusnak, 2,6% pedig felekezeten kívülinek vallotta magát. 

## Látnivalók
- a gótikus-korabarokk Szt. Lőrinc-plébániatemplom
- a grünaui kastély eredetileg vízivárként épült, a 16. században kastéllyá alakították át.
- a meiresi kastély
- a meiresi templomrom

## Fordítás
- Ez a szócikk részben vagy egészben  a   Windigsteig című német Wikipédia-szócikk ezen változatának fordításán alapul.  Az eredeti cikk szerkesztőit annak laptörténete sorolja fel. Ez a jelzés csupán a megfogalmazás eredetét és a szerzői jogokat jelzi, nem szolgál a cikkben szereplő információk forrásmegjelöléseként.